# 辰馬伸
辰馬 伸（たつま しん、1947年3月18日 - ）は、島根県出身の俳優。

## 出演

### 映画
- 麻薬売春Gメン（1972年、東映）
- 処女監禁（1977年、東映） - 若い男
- 戦国自衛隊（1979年、東宝） - 景虎の側近
- ころがし涼太 激突!モンスターバス（1988年、にっかつ） - 銀星会組員
- はぐれ刑事純情派（1989年、東映）
- ゴジラシリーズ（東宝）
  - ゴジラvsビオランテ（1989年） - 秋山（陸自巨大植物監視部長）[2]
  - ゴジラvsキングギドラ（1991年） - 海上幕僚長[2]
  - ゴジラvsモスラ（1992年） - 海上幕僚長[2]

### オリジナルビデオ
- 修羅のみち8 大阪最終血戦（2003年、ナック）

### テレビドラマ
NHK
- 大河ドラマ / 春の波涛（1985年） - 壮士

NTV
- 太陽にほえろ!（1973年）※影山龍之名義
  - 第45話「怒れ! マカロニ」 - 梶田組組員
  - 第52話「13日金曜日 マカロニ死す」 - 都倉俊二
  - 第61話「別れは白いハンカチで」 - 菊池英夫
- 白い牙 第19話「殺しを誘う声」（1974年）※影山丈二名義
- 傷だらけの天使 第5話「殺人者に怒りの雷光を」（1974年）※影山丈二名義
- 大都会シリーズ
  - 大都会 闘いの日々 第2話「直子」（1976年） - 関西潮会組員 ※影山丈二名義
  - 大都会 PARTIII（1979年）
    - 第32話「城西市街戦」 - ユニバーサル交商幹部
    - 第34話「ストリート・ガール」 - 風紀係刑事
- 火曜サスペンス劇場 / 目には目を（1983年）
- 誇りの報酬 第24話「愛は永遠に…」（1986年） - 宝石ブローカー ※辰馬誠道名義
- あぶない刑事シリーズ
  - あぶない刑事 第43話「脱線」（1987年） - 時田
  - もっとあぶない刑事 第7話「減俸」（1988年） - 田所
- あきれた刑事 第10話「正体暴露」（1987年） - 磯野
- 刑事貴族（1990年）
  - 第1話「その時、狼はめざめた」 -銀竜会

シモダ
- - 第12話「その時、殺しを請け負った」

TBS
- キイハンター 第254話「それ行け! 新婚珍道中」（1973年）※影山龍之名義
- Gメン'75 （1980年）
  - 第267話「Gメン対世界最強の香港カラテ」
  - 第268話「Gメン対世界最強の香港カラテ PART2」
- 水戸黄門 第16部 第38話「命を賭けた用水路 -小山-」（1987年） - 三村要之介
- ビートたけしの痛快時代劇 なめくじ長屋捕物さわぎ（1990年）
- 俺たちルーキーコップ 第6話「大変身」（1992年）
- 月曜ミステリー劇場
  - 弁護士猪狩文助 第5作「二つの遺言書」（2003年）
  - 見当たり捜査25時（2004年）

CX
- 戦国ロック はぐれ牙 第4話「はぐれ牙の影を砕け」（1973年）※影山龍之名義
- 電人ザボーガー 第8話「標的はあのダイヤ!!」（1974年） - 上田※影山丈二名義
- 座頭市物語 第26話「ひとり旅」（1975年）※影山丈二名義
- 新宿警察 第11話「殺しの録音テープ」（1975年）※影山丈二名義
- 大空港 第51話「サヨナラ神坂紀子刑事! コール・ガールバラバラ殺人事件」（1979年） - 売春組織幹部
- 旅がらす事件帖 第14話「子の舞 獅子舞 剣の舞」（1981年）
- 流れ星佐吉 第19話「幻の絵図面大騒動」（1984年）

毎日放送
- 仮面ライダーX 第12話「超能力少女をさらえ!」（1974年） - タクシー運転手（キマイラ人間体）※影山丈二名義
- ウルトラシリーズ
  - ウルトラマンダイナ 第41話「ぼくたちの地球が見たい」（1998年） - 朝倉船長（ガゼル号）
  - ウルトラマンガイア 第44話「宇宙怪獣大進撃」（1999年） - 谷本明

NET→ANB→EX
- 用心棒シリーズ 俺は用心棒（1969年）
  - 第14話「青葉の中の娘」
  - 第26話「暁雲」
- 荒野の用心棒 第7話「鷲ノ巣谷に死の影が走って…」（1973年） ※影山龍之名義
- 非情のライセンス
  - 第1シリーズ 第7話「兇悪の土地」（1973年） - 毛利組幹部※影山竜之名義
  - 第2シリーズ 第91話「兇悪の愛と友情」（1976年） - 木崎※影山丈二名義
- 幡随院長兵衛お待ちなせえ 第22話「狙われた祝言」（1974年）
- ジャッカー電撃隊 第27話「独裁者の野望!! 砕け! 死の収容所」（1977年） - 佐藤隊長
- 江戸の鷹 御用部屋犯科帖 第19話「赤い疑惑の罠を斬る」（1978年）
- 西部警察シリーズ
  - 西部警察
    - 第15話「さらば愛しき女」（1980年） - 大石（徳田海運）
    - 第25話「刑事を奪え」（1980年） - 東部署刑事
    - 第33話「聖者の行進」（1980年） - 磯貝進
    - 第40話「手錠のままの脱走」（1980年） - 及川
    - 第54話「兼子刑事暁に死す」（1980年） - 白井の部下
    - 第71話「燃える罠からの脱出」（1981年） - 酒井三郎
    - 第87話「口を閉ざした少年」（1981年） - 野口
    - 第95話「刑事の夜明け」（1981年） - 西野隆
    - 第109話・第110話「西部最前線の攻防（前編、後編）」（1981年） - 「クロコダイル」バーテンダー
    - 第122話「リキ・絶体絶命!」（1982年） - 桐原（興信所所長）

  - 西部警察 PART-II 第6話「あいつは予言者」（1982年） - 児島一夫
  - 西部警察 PART-III
    - 第1話「強行着陸!!」（1983年） - 杉本誠
    - 第24話「誘拐! 山形・蔵王ルート -山形篇-」（1983年） - 密売人
    - 第43話「走れ一兵! 成田発PM3」（1984年） - 中原竜次
    - 第49話「京都・幻の女殺人事件 -京都篇-」（1984年） - 堂島の部下（サングラスの男）
- 特捜最前線
  - 第254話「海に消えた殺人婦警!」（1982年）
  - 第483話「二重記憶喪失の女・青い鳥、墜ちた!」（1986年）
- ザ・ハングマンシリーズ
  - ザ・ハングマンII 第12話「ギャラは人妻! 売れっ子評論家を吊せ」（1982年） - 岸本（森口の部下）
  - 新ハングマン 第13話「天使を喰うハイエナ病院」（1983年） - 早川（大東平和連盟幹部）
  - ザ・ハングマン4 第22話「検察官が新種の麻薬づくりを強要する!」（1985年） - 南雲（根津興信所）
  - 女ハングマン・夫のルスに連続殺人犯と対決!! 意外やボスは?（1990年）
- 新・女捜査官 第7話「刑事の初恋は夫殺しの美女!?」（1983年）
- 土曜ワイド劇場
  - レイプ囚に愛された女（1985年）
  - 女刑事・柏木冴子 金沢・越前海岸連続誘拐殺人事件!（1993年）
  - 鉄道おんな捜査官 花村乃里子 第2作「私は殺された 鳴門の渦に女の叫び!」（2002年） - 脇田肇
  - 車椅子の弁護士・水島威 第10作（2004年）
- 私鉄沿線97分署 第85話「チンピラだってデカの友!?」（1986年）
- 夢運河（1989年）
- はぐれ刑事純情派
  - 第1シリーズ 第5話「記憶を消された女」（1988年）
  - 第2シリーズ（1989年）
    - 第8話「能登の人妻から来た手紙」
    - 第10話「古都金沢・時効四日前の女」 - 羽咋南署 山田刑事

  - 第4シリーズ 第5話「出所した女・赤い糸の犯罪」（1991年） - 中光警備保障 渋谷支社店長
  - 第6シリーズ 第1話（1993年） - 村田部長
  - 第7シリーズ 第22話「ヤンママ殺人事件・残った万札」（1994年）
  - 第12シリーズ 第25話「死体は整形していた!? 夫をほめる女」（1999年）
- ゴリラ・警視庁捜査第8班
  - 第7話「キッドナップ・カンパニー」（1989年）
  - 第16話「無法の街に愛を」（1989年）
  - 第38話「シンデレラ・ガール」（1990年）
  - 第43話「再会」（1990年）
- ザ・刑事 第3話「覗かれた美人モデルを追え!」（1990年） - 黒板大樹
- レスキューポリスシリーズ
  - 特警ウインスペクター 第26話「薄幸少女の旅立ち」（1990年） - 陳
  - 特捜エクシードラフト 第36話「隊長が裏切った!?」（1992年） - 山崎
- 代表取締役刑事
  - 第9話「恋人たちの時間」（1990年） - 盗難車密輸グループの元締
  - 第35話「俺たちに明日はない」（1991年） - 借金の取り立て屋
- さすらい刑事旅情編III 第22話「疑惑のカプセル! 美人添乗員の犯罪」（1991年）
- ラブストーリーを君に… 「どんなときも。」（1992年）
- 愛しの刑事 第14話「夫の誘拐を隠す妻! 愛に揺れて…」（1993年） - 大川
- はみだし刑事情熱系 PART4 第12話「広域ジャック8時間! リベンジ! 涙の告発」（2000年） - 黒岩興業組長 黒岩
- 金曜ナイトドラマ / YASHA-夜叉- 第6話「囚われた兄、美しき天才」（2000年）
- 木曜ミステリー / おみやさん 第5シリーズ 第6話「京嵐山跡継ぎ争いが呼ぶ殺意 母と子…12年の確執」（2006年）

12ch→TX
- 大江戸捜査網
  - 第256話「明日なき命の代償」（1976年）※影山丈二名義
  - 第275話「傷だらけの同心魂」（1977年）※影山丈二名義
  - 第296話「仇討ち素浪人秘話」（1977年） - 鬼頭
  - 第579話「艶花一輪 闇を濡らす赤い殺意」（1983年）
  - 第597話「悪徳人妻市場 裏切りの情事」（1983年）
  - 第610話「妹慕情 怒りのまむし剣法」（1983年） - 岡本一馬
  - 平成版 第2シリーズ
    - 第4話「父上が残した謎を追え!」（1991年） - 稲葉
    - 第13話「無情の町 有情の町」（1992年） - 鬼沢
    - 第21話「江戸城八孔の謎を解け!」（1992年） - 野々村
- 快傑ズバット 第18話「危うし! シャボン玉の恋」（1977年） - 死神サミー
- 隠密・奥の細道 第19話「復讐に賭けた女哀唄」（1989年）
- お助け同心が行く! 第9話「幼なじみ」（1993年）
- 姫将軍大あばれ 第26話「壮絶! お蝶死す!!」（1995年）
- 刑事追う! 第7話「警部・馬島直治」（1996年）
- 事件・市民の判決 第8話「深夜の刑事・マンションの窓に何が?」 - 第11話「心停止時刻」（1996年）